# سهراب پیروجشا گودرج
سهراب پیروجشا گودرج (انگلیسی: Sohrab Pirojsha Godrej; ۳ ژوئن ۱۹۱۲ – ۲۲ مهٔ ۲۰۰۰) نظامی، نویسنده، مدیر اجرایی و سرمایه‌دار اهل هند بود. وی از مالکین گروه گودرج محسوب می‌شد و از اعضای خانواده گودرج بود.